# Charaxes jacksoni
Charaxes jacksoni är en fjärilsart som beskrevs av Edward Bagnall Poulton 1933. Charaxes jacksoni ingår i släktet Charaxes och familjen praktfjärilar. Inga underarter finns listade i Catalogue of Life.